# Operacja Manna (1944)
Operacja Manna – brytyjska operacja wojskowa przeprowadzona podczas II wojny światowej, między październikiem 1944 a styczniem 1945 roku. Jej celem było zapobieżenie przejęciu władzy w Grecji przez lewicowy Narodowy Front Wyzwoleńczy (EAM) w obliczu wycofywania się z tego kraju okupujących go wojsk niemieckich.

## Przebieg
We wrześniu 1944 roku okręty Royal Navy zaczęły operować na Morzu Egejskim w celu uniemożliwienia ewakuacji tą drogą niemieckim oddziałom stacjonującym w Grecji. Jednocześnie w Aleksandrii rozpoczęto przygotowanie sił inwazyjnych pod dowództwem gen. por. Ronalda Scobiego.
4 października, dzień po wydanym przez Hitlera rozkazie wycofania się z Grecji, pod Patrasem wylądował oddział Special Boat Section, a pod Megarą nastąpił desant 4. batalionu spadochronowego wchodzącego w skład 2. brygady spadochronowej. Wkrótce dołączyły do niego 2., 5. (szkocki) i 6. (walijski) batalion spadochronowy. 14 października żołnierze brytyjscy wkroczyli do Aten. Dwa dni później pod Pireusem wylądowały główne siły inwazyjne. 18 października do miasta przybył Jeorjos Papandreu z zadaniem stworzenia rządu.
Po zajęciu Aten Brytyjczycy kontynuowali natarcie za wycofującymi się wojskami niemieckimi. 4. batalion spadochronowy podążał w kierunku Lamii, Larisy i Kozani. W listopadzie 5. batalion spadochronowy dotarł do Salonik.
1 grudnia, w następstwie wydania przez rząd rozporządzenia o rozbrojeniu działających w Grecji organizacji paramilitarnych w kraju wybuchło powstanie związanej z EAM Greckiej Ludowej Armii Wyzwoleńczej (ELAS). Przez kolejnych 40 dni oddziały ELAS toczyły walki z wojskami brytyjskimi. Powstanie ostatecznie zostało stłumione przy wsparciu sprowadzonej z Włoch brytyjskiej 4 Dywizji Piechoty oraz lotnictwa, które przeprowadziło bombardowania punktów oporu ELAS.